# Allée couverte des Grèves de Frécul
Ne doit pas être confondu avec Dolmen des Grèves de Frécul.
L'allée couverte des Grèves de Frécul était initialement située à Barbuise, avant d'être déplacée dans la cour du musée Saint-Loup à Troyes.

## Localisation
À l'origine, l'allée couverte était située 100 m au nord du dolmen des Grèves de Frécul, à l'est de la ferme de Frécul (sur la commune de La Saulsotte, à environ 3,5 km à l'est du bourg) mais dans le bois du Charnier (sur la commune de Barbuise, à environ 3,5 km sud-sud-ouest du bourg),.
Les environs immédiats, dans cette plaine alluviale de la Seine, ont été largement occupés au Néolithique et à l'âge du bronze :
les Gargoulottes, sur La Saulsotte et sur Barbuise (bâtiments, monuments de type Passy et sépultures du Néolithique moyen, sépultures et enclos du Bronze final) ;
Frécul, sur Barbuise (sépultures et enceintes néolithiques) ;
la Ferme du Frécul, sur La Saulsotte (sépulture collective, dolmen de La Saulsotte détruit en 1936 ;
l'Érable, sur Barbuise (enceinte Cerny, habitats et enclos du Bronze final-Hallstatt ancien, occupation de La Tène moyenne-Augustéen, parcellaire antique) ;
les Grèves de Frécul, sur Barbuise (sépultures, dolmen) ;
des bâtiments du Néolithique final entre la ferme du Frécul et les Gargoulottes ;
les Grèves de la Villeneuve (enclos du Bronze final IIIb), Barbuise-Courtavant, fouillés par Jacques Piette...
Le territoire de La Saulsotte inclut au moins 12 monuments et celui de Barbuise au moins 4 - quoique de localisation très
incertaine pour la majorité d'entre eux.

## Historique, description
L'allée est fouillée in situ en 1864. Orientée nord/sud dans sa longueur, elle reliait une chambre sépulcrale au plus grand des dolmens de Frécul. L'allée comporte sept orthostates, trois tables de couverture et quatre dalles plus petites à l'entrée de la chambre. La chambre ainsi délimitée mesure 4,40 m de longueur sur 1,55 m de largeur et 1,25 m de hauteur.
Elle est déplacée en 1874 dans la cour du musée Saint-Loup pour éviter sa destruction par les carriers. 

## Mobilier
Selon Philippe Salmon, l'édifice contenait de nombreux ossements entassés sans ordre particulier. Le mobilier archéologique retrouvé se compose d'outils en silex (3 lames dont une de 12 cm de long, 2 fragments de haches polies), d'une herminette en roche noire, d'un talon de hache en roche verte, d'ossements d'animaux (os de gallinacé, dent de bœuf), d'un coquillage et de tessons de poteries rattachées à la culture Seine-Oise-Marne et à l'âge du bronze. Deux vases, dont un du style pot-de-fleur, sont connus par des dessins mais sont aujourd'hui disparus.

## Protection
L'édifice est inscrit au titre des monuments historiques en 1993.